# Burg Vielsen
Die Burg Vielsen, auch Vielser Burg, Vilser Burg oder Burg Vilsen, genannt, ist eine abgegangene Turmhügelburg (Motte) im Wiesengelände des „Vielser Hofes“ am Vielser Bach etwa 700 Meter südöstlich von Salzkotten im Kreis Paderborn in Nordrhein-Westfalen.

## Geschichte
Die Burg wurde vom Paderborner Bischof Simon von Lippe kurz vor 1247 errichtet, um die Siedlung Vilsen vor dem Kölner Erzbischof zu sichern. Im Friedensvertrag von 1247 billigte der Kölner Erzbischof die Errichtung der Burg. Nachdem ein weiterer Konflikt zwischen den beiden Bischöfen im Jahr 1256 in der Schlacht bei Brechten entschieden wurde, wurde in einem erneuten Friedensvertrag die Schleifung der Burg beschlossen. Diese Zerstörung wurde wohl auch durchgeführt, da es später keine Erwähnungen mehr gibt.
Heute sind an der Oberfläche keine Spuren mehr zu sehen, jedoch konnte ihr genauer Standort anhand mehrerer Grabungen rekonstruiert werden. Der an dem Ort sichtbare Hügel gehört wohl zur ehemaligen Pfarrkirche. Bei Sondierungen wurden im Jahr 1980 Fundamentreste im nördlichen Bereich des Hügels gefunden, die zu der ehemaligen Burg gehören könnten.
Nach einem Gutachten aus dem Jahr 2007 dürften aufgrund voranschreitender Bebauung und Erschließung von Industriegebieten in dem Gebiet des Kirchdorfs Vilsen und der Burg Vielsen Rettungsgrabungen notwendig sein.